# Chefsergent
En chefsergent, også uofficielt omtalt kronesergent, er en M232-stilling i Forsvaret. Chefsergenten har den højeste rang i sergentgruppen og vil typisk have været seniorsergent i 10-12 år først. Der fandtes pr 1. juli 2014, 208 chefsergenter i Forsvaret.
Graden anvendes også i Beredskabsstyrelsen for en mellemleder med særligt ansvar og høj anciennitet i sergentgruppen.

## Sammenligning med udlandet
I NATO er rangkoden OR-9 tilknyttet chefsergentgraden. Denne kode tilkendegiver rangforholdet for militære ansatte imellem på tværs af medlemslandene.Titlen svarer til Warrant Officer class I i den British Army og Royal Navy (2004), Master Aircrew i Royal Air Force, Oberstabsfeldwebel i Bundeswehr og Oberstabsbootsmann i Deutsche Marine. I Försvarsmakten i Sverige (2009) tilsvarer den Regementsförvaltare (hæren) og Flottiljförvaltare (flåden og flyvevåbnet), disse grader er ligestillet med major/ överstelöjtnant.
- Wikimedia Commons har flere filer relateret til OR-9